# Dithecodes olivaria
Dithecodes olivaria là một loài bướm đêm trong họ Geometridae.